# Kurwai
1713–1948
Entités précédentes :
- Empire moghol

Entités suivantes :
- Inde

Kurwai est un ancien État princier des Indes établi par Mohammed Diler Khan, un militaire d'origine afghane, en 1707. La capitale était à Kurwai, ville qui fut fondée en même temps que l'État. 
Ses souverains choisirent de rejoindre l'Inde en 1948. Cet État princier a été intégré dans l'État du Madhya Bharat, puis du Madhya Pradesh.

## Dirigeants: Nawab
Les dirigeants de Kurwai portaient le titre de nabab.
- 1713 – 12 octobre 1722         Mohammad Diler Khân                (né ca.1670 - mort 1722)
- 12 octobre 1722 - 1762         Mohammad `Izzat Khân               (mort 1762)
- 1722 – 1727                Mohammad Ahsanullah Khân -Régent
- 1762 – 1792                Mohammed Hormat Khân               (mort 1792)
- 1792 - 1839                Akbar Mohammad Khân                (mort 1839)
- 1839 – 11 août 1858         Mohammad Mozaffar Khân             (mort 1858)
- 11 août 1858 – 15 janvier 1887  Mohammad Najaf Khân                (né 1822 – mort 1887)
- 15 janvier 1887 – 10 septembre 1896  Monawar `Ali Khân                  (né 1869 - mort 1896)
- 15 janvier 1887 – 1892         Mian Mazhar `Ali Khân -Régent
- 10 septembre 1896 -  1er octobre 1906  Mohammad Ya`qub `Ali Khân          (né 1876 - mort 1906)
- 1er octobre 1906 - 15 août 1947  Mohammad Sarwar `Ali Khân          (né 1901 - mort 1986)
- 1er octobre 1906 –  9 avril 1923  Umar un-nisa Begum (f) -Régent     (mort 1963)